# Justin Cronin
Justin Cronin (født 1962) er en amerikansk forfatter, der desuden er professor i engelsk på Rice University i Houston, Texas.
Han har skrevet 3 romaner som alle har fået gode modtagelser – men det er med romanen The Passage han virkelig har fået sit gennembrud. 
The Passage er første bind i en trilogi hvor andet og tredje bind er planlagt til at udkomme i 2012 og 2014.

## Arbejds- og uddannelseforhold
- College: Harvard University (1984)
- Grad School: University of Iowa (1989)
- Arbejdsgiver: Rice University (fra 2003)

## Eksterne referencer
The Passage hjemmeside Arkiveret 26. december 2012 hos  Wayback Machine (engelsk)